# Antiracotis uhiligi
Antiracotis uhiligi là một loài bướm đêm trong họ Geometridae.